# 슬로언 파크
슬로언 파크(Sloan Park)은 미국 애리조나주 메사에 위치한 야구장이다. MLB 시카고 컵스의 스프링 트레이닝 장소이다.